# Marika Green

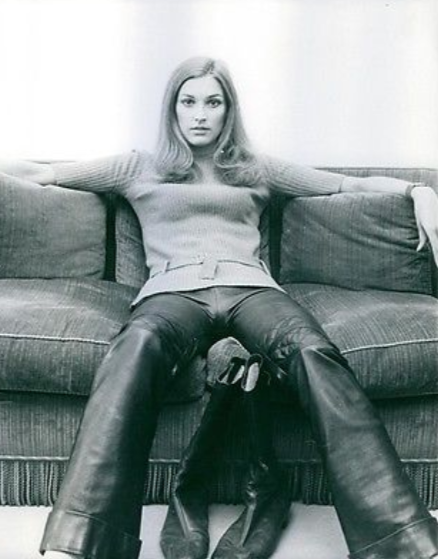
Marika Green, 1968.

Marika Nicolette Green, född 21 juni 1943 i Stockholm, är en svensk-fransk skådespelare. 
Marika Green föddes på Södermalm i Stockholm. Hennes föräldrar var Lennart Green och Jeanne Green-LeFlem. Hennes farmor var fotografen Mia Green och hennes morfar kompositören och musikkritikern Paul Le Flem.  Green flyttade till Frankrike 1953. Vid 16 års ålder spelade hon den kvinnliga huvudrollen i Robert Bressons Ficktjuven (1959). Hon har senare synts bland annat i Passageraren i regnet (1969) och Emmanuelle (1974). 
Marika Green är gift med filmfotografen Christian Berger. Hon är syster till tandläkaren Walter Green och således svägerska till Marlène Jobert och faster till skådespelerskan Eva Green.